# 君がいるから (SunSet Swishの曲)
「君がいるから」（きみがいるから）は、2006年10月18日にリリースされたSunSet Swishの5作目のシングル。

## 解説
- 本作のビデオクリップは、収録アルバム『あなたの街で逢いましょう』初回版特典のDVDに収録されていない。これは、同DVDの収録基準が、要潤の出演したビデオクリップのみとされたためである。

## 収録曲
1. 君がいるから [4:45]
（作詞：石田順三　作曲：石田順三　編曲：坂本昌之）
松竹配給映画『天使の卵』主題歌
ANB系ドラマ（日曜洋画劇場にて放送）『天使の梯子』主題歌
2. 会いに行くよ [4:49]
（作詞：冨田勇樹　作曲：石田順三　編曲：坂本昌之）
MBS・TBS系「世界バリバリ★バリュー」エンディングテーマ
3. 君がいるから（オリジナル・カラオケ）

## 収録アルバム
- あなたの街で逢いましょう（#1）